# Isotenes tetrops
Isotenes tetrops is een vlinder uit de familie van de bladrollers (Tortricidae). De wetenschappelijke naam van de soort is, als Syndemis tetrops, voor het eerst geldig gepubliceerd in 1944 door Alexey Diakonoff.

## Type
- holotype: "male"
- instituut: IPDB, Java, Indonesië
- typelocatie: "Indonesia, New Guinea, Central West New Guinea, Lake Paniai"